# 国際連合安全保障理事会決議884
国際連合安全保障理事会決議884（こくさいれんごうあんぜんほしょうりじかいけつぎ884、英: United Nations Security Council Resolution 884）は、1993年11月12日に国際連合安全保障理事会で採択された決議である。決議822、853、874を再確認した上で、ナゴルノ・カラバフにおけるアルメニアとアゼルバイジャンの戦争に懸念を表し、両国の停戦違反、特にザンギラン県とホラディズの占領を非難した。
また、安保理は、アゼルバイジャンにおける市民への攻撃と爆撃を非難し、アルメニア政府に対して、ナゴルノ・カラバフのアルメニア人が過去の決議を遵守するように影響力の行使を求め、一方的な停戦に関する欧州安全保障協力機構ミンスクグループの宣言を歓迎した。
さらに、当事国に対して、即時停戦とザンギラン県とホラディズからの一方的な撤退、アゼルバイジャンの他の占領地域からの撤退を要求し、停戦違反に関して、当事国に対して、ロシア政府と欧州安全保障協力機構ミンスクグループの接触により確立された停戦の維持を求め、特にアゼルバイジャンとイランの国境の戦闘によりイラン軍が国境地帯に移動したため、各国に対して紛争への介入を控えるように要請した。
最後に、国際連合事務総長と国際機関に対して、影響を受けた民間人、特に強制移動させられた民間人に対して緊急の人道的支援を行うように要請し、また、国際連合事務総長ブトロス・ブトロス＝ガーリと欧州安全保障協力機構ミンスクグループに対して、事態の動向について折り返し報告するように求めた。
決議884が採択されたにもかかわらず、砲撃と定期的な戦闘が続いた。